# Niveau (jeu vidéo)
Pour les articles homonymes, voir Niveau.

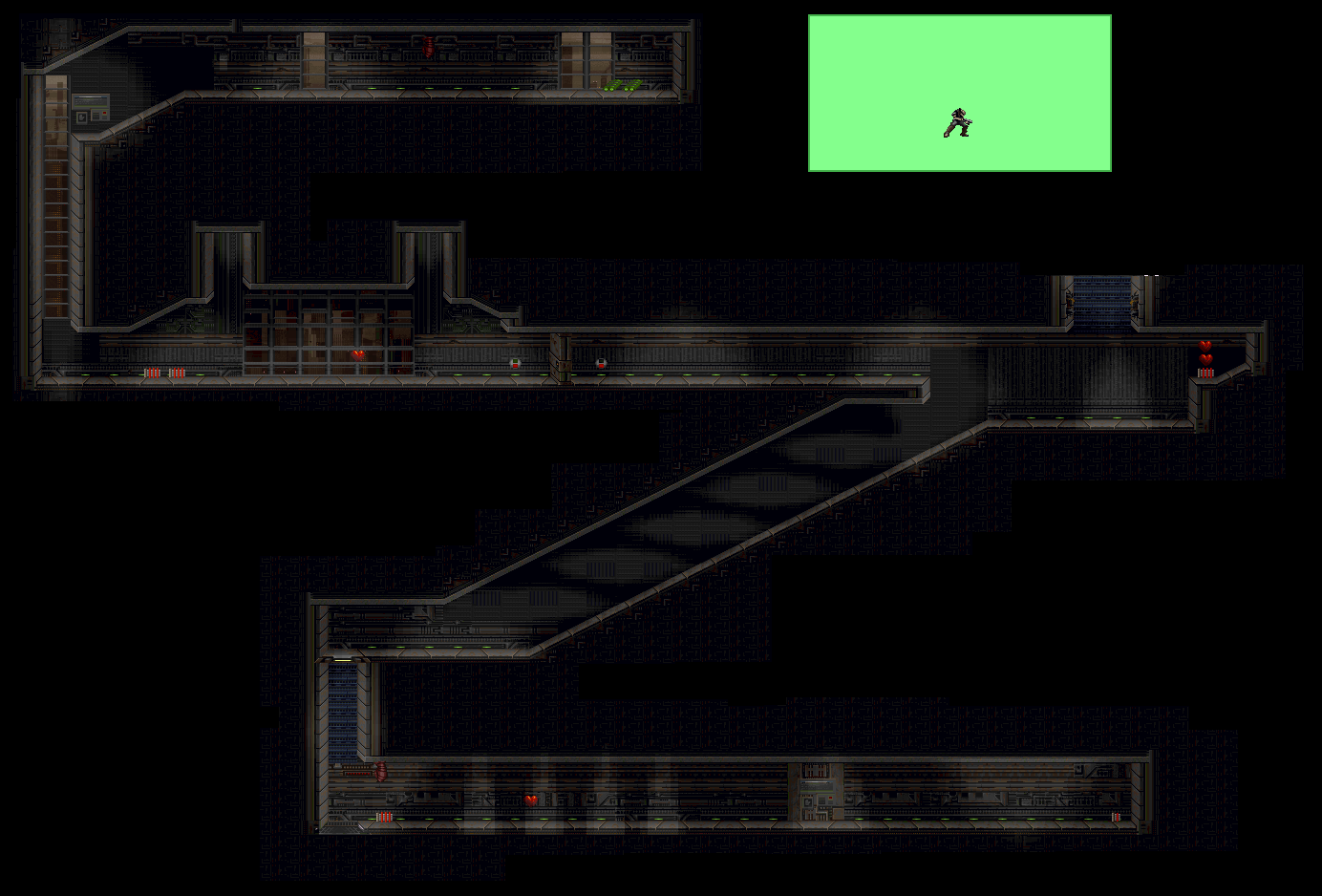
Première partie du premier niveau de Abuse un jeu de type run and gun. En vert le gabarit de ce qui est visible à l'écran.

Un niveau (en anglais level ou stage) ou carte (en anglais map) est une étape dans un jeu vidéo. Généralement il correspond à une unité de lieu (et de temps) dans la progression. Les niveaux se distinguent par divers caractéristiques : environnement, topographie, ennemis, objectifs, difficulté, etc.
Dans les jeux de plate-forme et les shoot them up, le niveau se parcourt généralement au rythme du scrolling (défilement du décor) et se termine souvent par la confrontation avec un boss. Pour les jeux plus réalistes en 3D, on parle de carte ou on désigne simplement le nom du lieu. Entre deux niveaux, le système peut lancer une cinématique (qui va faire évoluer l'intrigue), présenter un tableau récapitulatif des scores, proposer de réaliser une sauvegarde, et immanquablement il tend à afficher un écran de chargement le temps de "charger" le niveau suivant.
Le terme tableau est parfois utilisé pour les jeux en 2D dans des sens variés mais voisins. Il désigne généralement les niveaux de petite envergure, en particulier ceux qui sont affichés en intégralité à l'écran (sans scrolling). Ce type de niveau se rencontre dans certains jeux de plates-formes, par exemple Donkey Kong ou Bubble Bobble. Par extension, le terme désigne chaque espace délimité par le cadre de l'écran composant un niveau de grande envergure, en particulier lorsque l'environnement ne se déploie pas par scrolling continu mais par une succession d'images fixes (ou par "scrolling déroulant"). Les environnements se parcourent alors comme une succession de « tableaux ».
Il est parfois possible de choisir l'ordre dans lequel seront accomplis les niveaux (écran de level select ou de sélection du niveau). Cette possibilité est cruciale dans beaucoup d'épisodes de Megaman : il faut choisir de faire un niveau pour battre un boss et obtenir une arme, arme qui sera le point faible du boss d'un autre niveau, etc.
Les niveaux joués en mode multijoueur ne fonctionnent pas de la même manière. Les objectifs à atteindre sont dans ce cas variables d'un type de partie à l'autre, mais ne se résument pas à atteindre un objectif pour passer au niveau suivant.
Certains jeux donnent la possibilité de créer ses propres niveaux, tels que Quake 3, StarCraft, Half-Life, Wolfenstein: Enemy Territory, Tony Hawk's Pro Skater 2, Far Cry 2 ou encore Portal 2, à l'aide d'un logiciel spécial que l'on nomme éditeur de niveaux.
Les éditeurs de niveaux sont rarement intégrés au jeu.
Parfois un logiciel générateur de niveaux crée des niveaux aléatoires, pour une durée de vie infinie.
Le jeu vidéo Super Mario Maker sorti le 11 septembre 2015 pour fêter les 35 ans de la sortie du jeu NES Super Mario Bros. a pour but principal de créer ses propres niveaux basés sur quatre jeux de la série Super Mario.